# Jan Seredyka

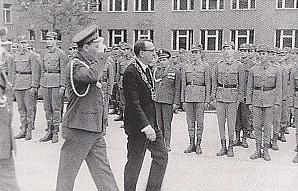
Rektor Seredyka wizytuje zajęcia Studium Wojskowego WSP w Opolu

Jan Seredyka (ur. 8 października 1928 w Grajewie, zm. 16 sierpnia 2008 w Warszawie) – polski historyk, specjalizujący się w historii Polski nowożytnej, profesor Uniwersytetu Opolskiego.

## Życiorys
Podczas II wojny światowej pracował jako robotnik przymusowy w Pińsku na Polesiu. W czerwcu 1945 roku przybył w pierwszej fali powojennych przymusowych polskich wysiedleńców z Kresów do Opola. Tutaj uczęszczał do I Liceum Ogólnokształcącego im. Mikołaja Kopernika. Po jej ukończeniu rozpoczął studia historyczne na Uniwersytecie Wrocławskim, gdzie napisał magisterium, a następnie doktorat pod kierunkiem prof. Władysława Czaplińskiego. Na tej samej uczelni uzyskał także stopień doktora habilitowanego w zakresie historii.
Od 1959 był związany z Wyższą Szkołą Pedagogiczną w Opolu, gdzie podjął pracę w Katedrze Historii Nowożytnej. Mianowany docentem w 1968 roku. W 1981 uzyskał tytuł profesora zwyczajnego. Po przejściu na emeryturę w 1999 kontynuował pracę na Uniwersytecie Opolskim i  Wyższej Szkole Zarządzania i Bankowości w Poznaniu.
Jego zainteresowania badawcze skupiały się głównie wokół problemów parlamentaryzmu w Rzeczypospolitej szlacheckiej XVI i XVII w. Powołał w Opolu Katedrę Historii Parlamentaryzmu, która skupiła specjalistów tej dziedziny z różnych ośrodków krajowych i zagranicznych.

## Pełnione funkcje
- pełnomocnik rektora WSP ds. studenckich – 1963–1965
- prodziekan Wydziału Filologiczno-Historycznego WSP ds. studiów dla pracujących – 1965–1968
- prorektor, a następnie rektor WSP – 1968–1972
- dyrektor Instytutu Historii WSP – 1971–1974; 1977–1979; 1988–1990

## Publikacje
- Księżniczka i chudopachołek, wyd. UO, Opole 1995.
- Parlamentarzyści polscy od XVI do XX wieku, wyd. UO, Opole 1999.
- Rozprawy z dziejów XVI i XVII wieku, wyd. FN, Poznań 2003.
- Sejm w Toruniu z 1626 roku, wyd. Ossolineum, Wrocław 1966.